# Palaeosia plagiata
Palaeosia plagiata là một loài bướm đêm thuộc phân họ Arctiinae, họ Erebidae.